# Estación Capilla del Sauce
Estación Capilla del Sauce ist eine Ortschaft in Uruguay.

## Geographie
Estación Capilla del Sauce befindet sich auf dem Gebiet des Departamento Florida in dessen Sektor 7. Die umgebenden Ansiedlungen sind Capilla del Sauce im Süden und Pueblo Ferrer im Südosten. Während das Gebiet südlich des Ortes als Cuchilla del Rosario bezeichnet wird, erstreckt sich nördlich die Cuchilla Illescas.

## Infrastruktur
Durch den Ort führt die Ruta 6. Zudem verläuft eine Eisenbahnlinie durch Estación Capilla del Sauce.

## Einwohner
Die Einwohnerzahl von Estación Capilla del Sauce beträgt 40 (Stand: 2011), davon 18 männliche und 22 weibliche. Für die vorhergehenden Volkszählungen der Jahre 1963, 1975, 1985 und 1996 sind beim Instituto Nacional de Estadística de Uruguay keine Daten erfasst worden.
| Jahr | Einwohner |
| ---- | --------- |
| 1963 | -         |
| 1975 | -         |
| 1985 | -         |
| 1996 | -         |
| 2004 | 49        |
| 2011 | 40        |

Quelle: Instituto Nacional de Estadística de Uruguay